# Saint-Médard, Haute-Garonne

Saint-Médard este o comună în departamentul Haute-Garonne din sudul Franței. În 2009 avea o populație de 207 de locuitori.

## Evoluția populației
| An        | 1975 | 1982 | 1990 | 1999 | 2006 | 2009 |
| --------- | ---- | ---- | ---- | ---- | ---- | ---- |
| Populație | 154  | 185  | 232  | 235  | 199  | 207  |